# Cichladusa guttata
Tordo-das-palmeiras-malhado ou tordo-das-palmeiras-manchado (Cichladusa guttata) é uma espécie de ave da família Muscicapidae.
Pode ser encontrada nos seguintes países: República Democrática do Congo, Etiópia, Quénia, Somália, Sudão, Tanzânia e Uganda.
Os seus habitats naturais são: florestas secas tropicais ou subtropicais , savanas áridas e matagal húmido tropical ou subtropical.